# Valle de Valdebezana
Valle de Valdebezana és un municipi de la província de Burgos a la comunitat autònoma de Castella i Lleó. Forma part de la comarca de Las Merindades.

## Demografia
| 1842 |  | 1857  |  | 1860  |  | 1877  |  | 1887  |  | 1897  |  | 1900  |  | 1910  |  | 1920  |  | 1930  |  | 1940  |  | 1950  |  | 1960  |  | 1970  |  | 1981  |  | 1991 |  | 2001 |
| ---- |  | ----- |  | ----- |  | ----- |  | ----- |  | ----- |  | ----- |  | ----- |  | ----- |  | ----- |  | ----- |  | ----- |  | ----- |  | ----- |  | ----- |  | ---- |  | ---- |
| 616  |  | 1.717 |  | 1.732 |  | 1.833 |  | 1.953 |  | 2.155 |  | 2.209 |  | 2.034 |  | 2.261 |  | 4.523 |  | 3.860 |  | 3.692 |  | 2.897 |  | .1754 |  | 1.118 |  | 716  |  | 674  |